# ハンダール (小惑星)
ハンダール (2166 Handahl) は小惑星帯の小惑星である。
1936年、ソビエト連邦の天文学者グリゴリー・ネウイミンが、クリミア半島のシメイズ天文台で発見した。

## 名称
この命名は1980年4月の小惑星回報で公表された。
複数の観測記録からこの小惑星の軌道を同定したD. W. E. グリーンによる命名で、グリーンの母親 Violet Handahl Green のミドルネームに因んでいる。